# Antonio Martínez Sarrión
Antonio Martínez Sarrión (Albacete, 1 de febrero de 1939-Madrid, 14 de septiembre de 2021) fue un poeta, ensayista y traductor español. Miembro de la generación del 68, fue uno de los renovadores de la literatura española. Perteneció al grupo de los novísimos, figura representativa de la poesía española contemporánea.
El collage y las técnicas surrealistas fueron elementos comunes en su poesía. Otra vertiente de su obra fue el memorialismo, siendo considerado uno de los grandes memorialistas de la literatura contemporánea, aunque fue también un notable traductor del francés.

## Biografía
Nació en Albacete el 1 de febrero de 1939, donde estudió bachillerato, y se licenció en Derecho por la Universidad de Murcia en 1961. En 1963 marchó a vivir a Madrid, donde trabajó como funcionario público en la Administración Central. Entre 1974 y 1976 codirigió, con Jesús Munárriz y José Esteban, La Ilustración Poética Española e Iberoamericana, revista de poesía de la que aparecieron doce números.
Fue incluido en la famosa antología del crítico José María Castellet Nueve novísimos poetas españoles, que le consagró en la poesía española contemporánea.
Dentro de la común inquietud antirrealista del grupo de los novísimos, Martínez Sarrión destaca por su rebeldía sesentayochista que le hizo admirar la poesía beat y por asumir muy pronto muchas de las referencias culturalistas, irracionalistas, surrealistas y míticas (literatura, cine, jazz) que sus compañeros de camino adoptarían con posterioridad.
En su poesía se mezcla todo en un mismo poema: la cita del poeta, una conversación, una digresión, un recuerdo, una canción de jazz, todo ello en una magnífica ilación que consigue realizar por medio de la ruptura de las formas sintácticas.
La técnica de su quehacer poético ha sido siempre comparada con la del surrealismo, aunque es distinta de aquella pues:

la acumulación de imágenes, aparentemente inconexa, proviene de la voluntad (...) de expresar el caos tal y como se vive. No hay, por tanto, trabajo sobre 'asociaciones libres', sino disgregación consciente de asociaciones lógicas, (...)

Otra vertiente de su obra la ocupa el memorialismo. Publicó bastantes diarios y una trilogía de memorias, que ocupa los años de su infancia (Infancia y corrupciones, 1993); su formación universitaria (Una juventud, 1996) y su ascensión a la vida literaria (Jazz y días de lluvia, 2002).
Martínez Sarrión fue también un notable traductor del francés. Hizo una de las mejores versiones de Las flores del mal de Charles Baudelaire, y tradujo también a Víctor Hugo Lo que dice la boca de sombra y otros poemas, Premio Stendhal de traducción en 1990. Otros autores trasladados por él al español son Jean Genet, Michel Leiris, Alfred de Musset, Chamfort, Jaccottet y Arthur Rimbaud.
Participó en reiteradas ocasiones como contertulio en los programas televisivos españoles ¡Qué grande es el cine! (La 2) y Cine en blanco y negro (Telemadrid), ambos presentados y moderados por José Luis Garci.
El escritor falleció el 14 de septiembre de 2021 en Madrid a los 82 años de edad.

## Obras

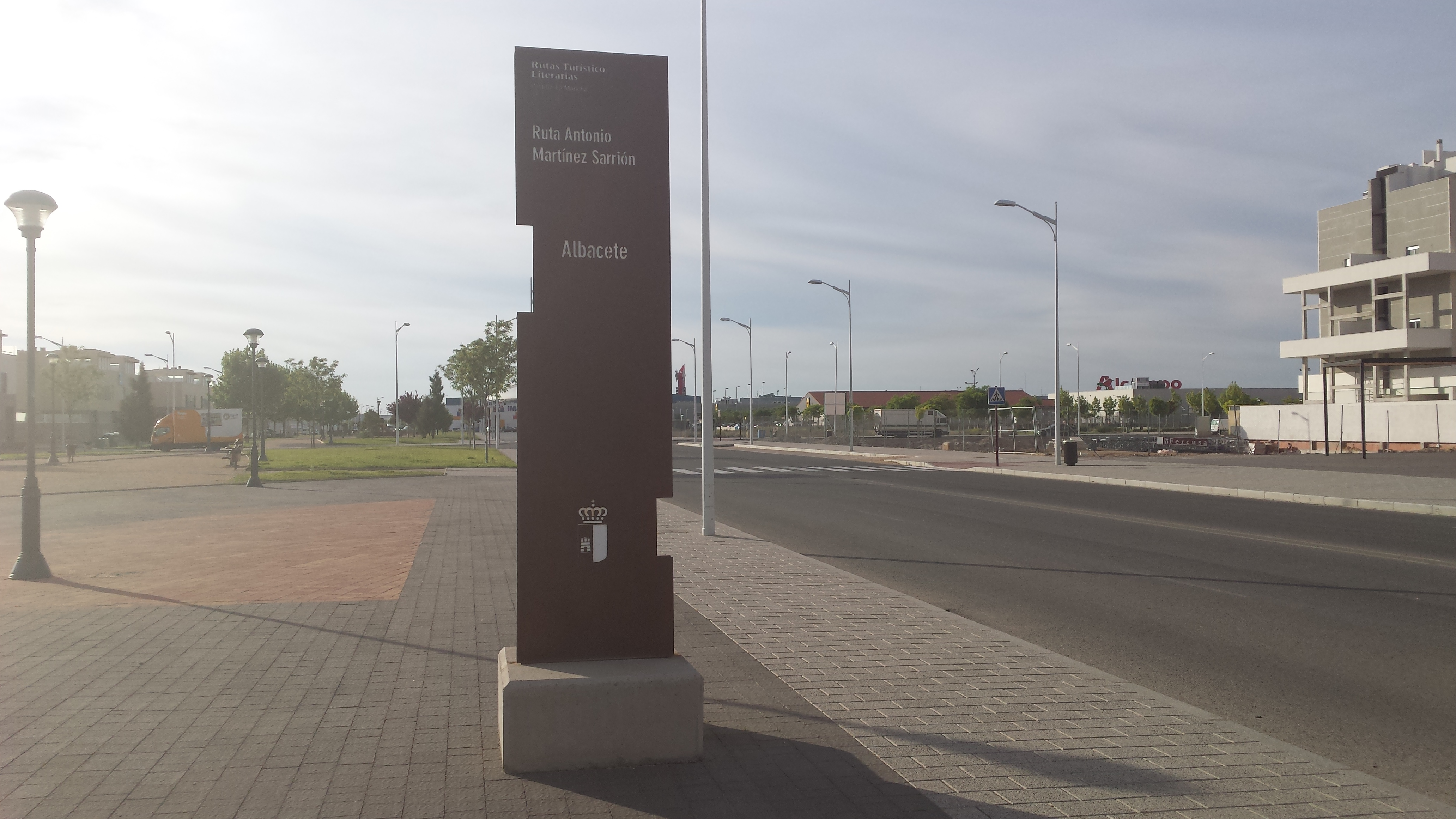
Ruta turístico-literaria Antonio Martínez Sarrión (Albacete)

### Poesía
- Teatro de operaciones, Carboneras de Guadazaón, El toro de barro, 1967.
- Pautas para conjurados, B., Col. El Bardo, 1970.
- «Ocho elegías con pie en versos antiguos», Papeles Son Armadans, 64, 190 (1972), pp. 71-76.
- Una tromba mortal para los balleneros, B., Lumen, 1975.
- «Canción triste para una parva de heterodoxos», Papeles de Son Armadans, 81, 242 (1976), pp. 157-162.
- El centro inaccesible (Poesía 1967-1980), M., Hiperión, 1981 (prologado por Jenaro Talens, contiene todos los libros anteriores más el inédito El centro inaccesible).
- Horizonte desde la rada, M., Trieste, 1983.
- Sequías, M., Cuadernillos de Madrid, 1983.
- De acedía, M., Hiperión, 1986.
- Ejercicio sobre Rilke, Pamplona, Pamiela, 1988.
- Antología poética, ed. Juan Carlos Gea, Albacete, Diputación, 1994.
- Cantil, Granada, Comares, 1995; Murcia, Nausíkaä, 2005.
- Cordura, B., Barcelona, Tusquets, 1999.
- Poeta en Diwan, Barcelona, Tusquets, 2004.
- Última fe (Antología poética 1965-1999), ed. Ángel L. Prieto de Paula, Madrid, Cátedra, 2005.
- Farol de Saturno, Barcelona, Tusquets, 2011.

### Diario
- Cargar la suerte (Diarios 1968-1992), Madrid, Alfaguara, 1994.
- Esquirlas (Dietario 1993-1999), Madrid, Alfaguara, 2000.
- Escaramuzas (Dietario 2000-2010), Madrid, Alfaguara, 2011

### Memorias
- Infancia y corrupciones (Memorias I), Madrid, Alfaguara, 1993.
- Una juventud (Memorias II), Madrid, Alfaguara, 1996.
- Jazz y días de lluvia (Memorias III), Madrid, Alfaguara, 2002.

### Otros géneros
- Diario austral, Madrid, Hiperión, 1987.
- La cera que arde, Albacete, Diputación, 1990.
- Murcia: un perfil, Cuenca, Ediciones Artesanas, 1999.
- Cercos y asedios, Toledo, J. Castilla-La Mancha, 2004. Ensayos
- Sueños que no compra el dinero (Balance y nombres del surrealismo), Valencia, Pre-Textos, 2008.
- Avatares de un gallinero o Robinsón en el Retiro, Toledo, J. Castilla-La Mancha, 2008.
- Preferencias, Castilla-La Mancha, Almud, 2009. Ensayos